# Pablo de Anda Padilla

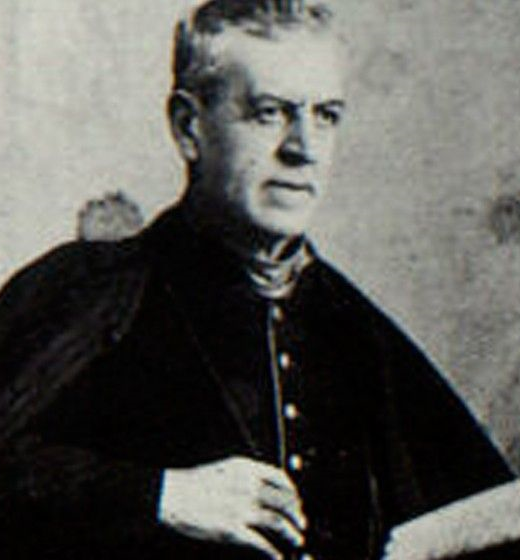
Pablo de Anda Padilla

Pablo de Anda Padilla (* 5. Juli 1830 in San Juan de los Lagos, Jalisco; † 29. Juni 1904 in León, Guanajuato) war ein mexikanischer römisch-katholischer Priester und Gründer der „Congregatio Filiarum Minimarum Marie“, lateinisch für „Minim Töchter der Unbefleckten Maria“.
Am 24. August 1856 empfing er die Priesterweihe in der Pfarrei von Venado, in San Luis Potosí, Mexiko. Seine erste Messe war am 12. September desselben Jahres in León, Guanajuato.
Er eröffnete ein Haus der Barmherzigkeit für obdachlose Kinder, Kranke und ältere Menschen. Er schuf Werkstätten, um verschiedene Künste und Handwerke zu unterrichten. Er baute auf dem Hügel San Lorenzo in León ein Heiligtum Unserer Lieben Frau von Guadalupe. Später gründete er ein Krankenhaus neben dem Heiligtum.
Er gründete die Kongregation von Hijas Mínimas de María Inmaculada am 25. März 1886 mit nur vier Frauen: Mercedes de Señor San José Reyes, die bis dahin Soledad gerufen wurde; Concepción de Señor San José Barrón, in der säkularen Welt bekannt als Refugio Barrón; Guadalupe de Señor San José Reyes, geboren als Juana; und María de Señor San José Meabe, früher bekannt als Maria.
1901 wurde er krank und musste seine Aktivitäten reduzieren. Er starb am 29. Juni 1904 im León, Guanajuato.
Pablo de Anda wurde von Papst Johannes Paul II am 28. Juni 1999 für Ehrwürdig erklärt.